# Evamaria Engel
Evamaria Engel (* 27. November 1934 in Greifswald als Evamaria Raschke) ist eine deutsche Historikerin mit dem Schwerpunkt Mittelalter.

## Leben
Evamaria Raschke legte 1952 in Neubrandenburg ihr Abitur ab und begann an der Humboldt-Universität zu Berlin (HUB) ein Studium der Geschichte, das sie 1956 als Diplomhistorikerin abschloss. Nach dem Abschluss wurde sie zunächst wissenschaftliche Assistentin am Institut für Deutsche Geschichte der HUB, 1962 Assistentin am Institut für Geschichte an Deutschen Akademie der Wissenschaften. Im Mai 1963 wurde Evamaria Engel an der HUB zum Dr. phil. Thema der Dissertation war Feudalherren, Lehnbürger und Bauern in der Altmark. Eine Analyse der ländlichen Sozialstruktur anhand des brandenburgischen Landbuchs von 1375 promoviert, Gutachter waren Eckhard Müller-Mertens, Bernhard Töpfer und Friedrich Beck. Wohl 1971 wurde Engel wissenschaftliche Oberassistentin am Wissenschaftsbereich Feudalismus des Zentralinstitut für Geschichte der Akademie der Wissenschaften der DDR. Die Promotion B erfolgte 1976 mit einer Arbeit zum Thema Studien zu den Beziehungen zwischen Zentralgewalt und Städtebürgertum von der Mitte des 13. bis zum Beginn des 14. Jahrhunderts. 
Sie war wohl seit 1980 stellvertretende Bereichsleiterin am Wissenschaftsbereich Feudalismus. Hier hat sie an der Edition der Constitutiones der Monumenta Germaniae Historica mitgewirkt. In der Auffangorganisation der DDR-Akademie, dem Forschungsschwerpunkt Geschichte und Kultur Ostmitteleuropas. Förderungsgesellschaft Wissenschaftliche Neuvorhaben war sie zuletzt Projektleiterin. 1977 bis 1987 war Engel Mitglied und 1988 bis 1990 Leiterin des Redaktionskollegiums für das Jahrbuch für Geschichte des Feudalismus. Am Zentralinstitut war sie seit 1982 Professorin, gegen Ende der DDR gehörte sie dem Vorstand der Historiker-Gesellschaft der DDR an und leitete auch dort den Wissenschaftsbereich Feudalismus.
Am 8. Mai 1990 hielt sie den Einführungsvortrag bei der Gründung der Vereinigung für mittelalterliche Geschichte.
Zu ihren bekanntesten Veröffentlichungen gehört Die deutsche Stadt im Mittelalter (1993).  
Evamaria Engel ist mit dem Historiker Gerhard Engel verheiratet.

## Schriften (Auswahl)
Als Autorin:
- Feudalherren, Lehnbürger und Bauern in der Altmark: Eine Analyse der ländlichen Sozialstruktur anhand des brandenburgischen Landbuchs von 1375. Berlin 1963 (Dissertation HU Berlin 1963).
- mit Benedykt Zientara: Feudalstruktur, Lehnbürgertum und Fernhandel im spätmittelalterlichen Brandenburg. Böhlau, Weimar 1967.
- mit Friedrich Bruns, Hugo Weczerka, et al.: Hansische Handelsstraßen. Teil 3, Registerband. Böhlau Verlag, Weimar 1968.
- Studien zu den Beziehungen zwischen Zentralgewalt und Städtebürgertum von der Mitte des 13. bis zum Beginn des 14. Jahrhunderts und Deutsche Geschichte von 1250 bis 1314. (Dissertation B). Akademie der Wissenschaften der DDR, Berlin 1976.
- mit Bernhard Töpfer: Vom staufischen Imperium zum Hausmachtkönigtum: Deutsche Geschichte vom Wormser Konkordat 1122 bis zur Doppelwahl von 1314. Böhlau, Weimar 1976.
- Leitung des Autorenkollektivs, mit Bernhard Töpfer: Die entfaltete Feudalgesellschaft von der Mitte des 11. bis zu den siebziger Jahren des 15. Jahrhunderts (= Deutsche Geschichte. Hrsg. vom Zentralinstitut für Geschichte der Akademie der Wissenschaften der DDR. Band 2). Deutscher Verlag der Wissenschaften, Berlin 1983.
- Die deutsche Stadt des Mittelalters. Beck, München 1993.
- Was ein Jahrtausend sei? Laß michs bedenken. Erinnerung – Erfahrung – Hoffnung. Frauen im 20. Jahrhundert. Bodoni, Berlin 1999.
- mit Frank-Dietrich Jacob: Städtisches Leben im Mittelalter. Schriftquellen und Bildzeugnisse. Böhlau, Köln [u. a.] 2006.
- Ein Versuch über Heinrich Alexander Stoll (1910–1977). In: Mecklenburgische Jahrbücher, Bd. 128 (2013), S. 227–261.

Als Herausgeberin:
- Karl IV. – Politik und Ideologie im 14. Jahrhundert. Böhlau, Weimar 1982 DNB 830490582.
- mit Eberhard Holtz: Deutsche Könige und Kaiser des Mittelalters. Böhlau, Köln / Wien 1989.
- mit Bernhard Töpfer: Kaiser Friedrich Barbarossa. Landesausbau – Aspekte seiner Politik – Wirkung. Böhlau, Weimar 1994, ISBN 3-7400-0923-3.
- mit Karen Lambrecht, Hanna Nogossek: Metropolen im Wandel: Zentralität in Ostmitteleuropa an der Wende vom Mittelalter zur Neuzeit. Akademie Verlag, Berlin 1995.
- mit Lieselott Enders, Gerd Heinrich u. a.: Deutsches Städtebuch. Handbuch städtischer Geschichte. Begründet von Erich Keyser, fortgeführt von Heinz Stoob. Neubearbeitung. Band 2. Brandenburg und Berlin. Stuttgart, Berlin, Köln: Kohlhammer, 2000. ISBN 978-3-170-15388-2